# Charles Benedict
Charles Benedict (n. 5 mai 1867, Barlow Township⁠(d), Ohio, SUA – d. 22 noiembrie 1952, Gallipolis⁠(d), Ohio, SUA) a fost un trăgător de tir ce a reprezentat Statele Unite ale Americii, medaliat olimpic. A participat la o ediție a Jocurilor Olimpice (1908) în care a câștigat o medalie de aur.

## Participări
Lista de mai jos prezintă principalele competiții la care a participat Charles Benedict de-a lungul carierei.
- shooting at the 1908 Summer Olympics – men's military rifle, team[*]